# 橡树岭科学与教育研究所
橡树岭科学与教育研究所（Oak Ridge Institute for Science and Education，简称ORISE），也译作橡树岭科学与教育学院，是美国能源部（DOE）下辖的一个研究所，成立于1992年。 其任务是通过将学生和学者安置在寻求临时专业知识的组织中，以促进多种科学倡议（scientific initiatives）。它是美国最大的科学家招聘机构之一，总部设在田纳西州橡树岭，专注于研究职业危害的健康风险、评估环境清理、应对辐射医疗紧急情况、支持国家安全和应急准备以及教育下一代科学家等议题。
ORISE由橡树岭联合大学（ORAU）为能源部管理。